# Sylvinit

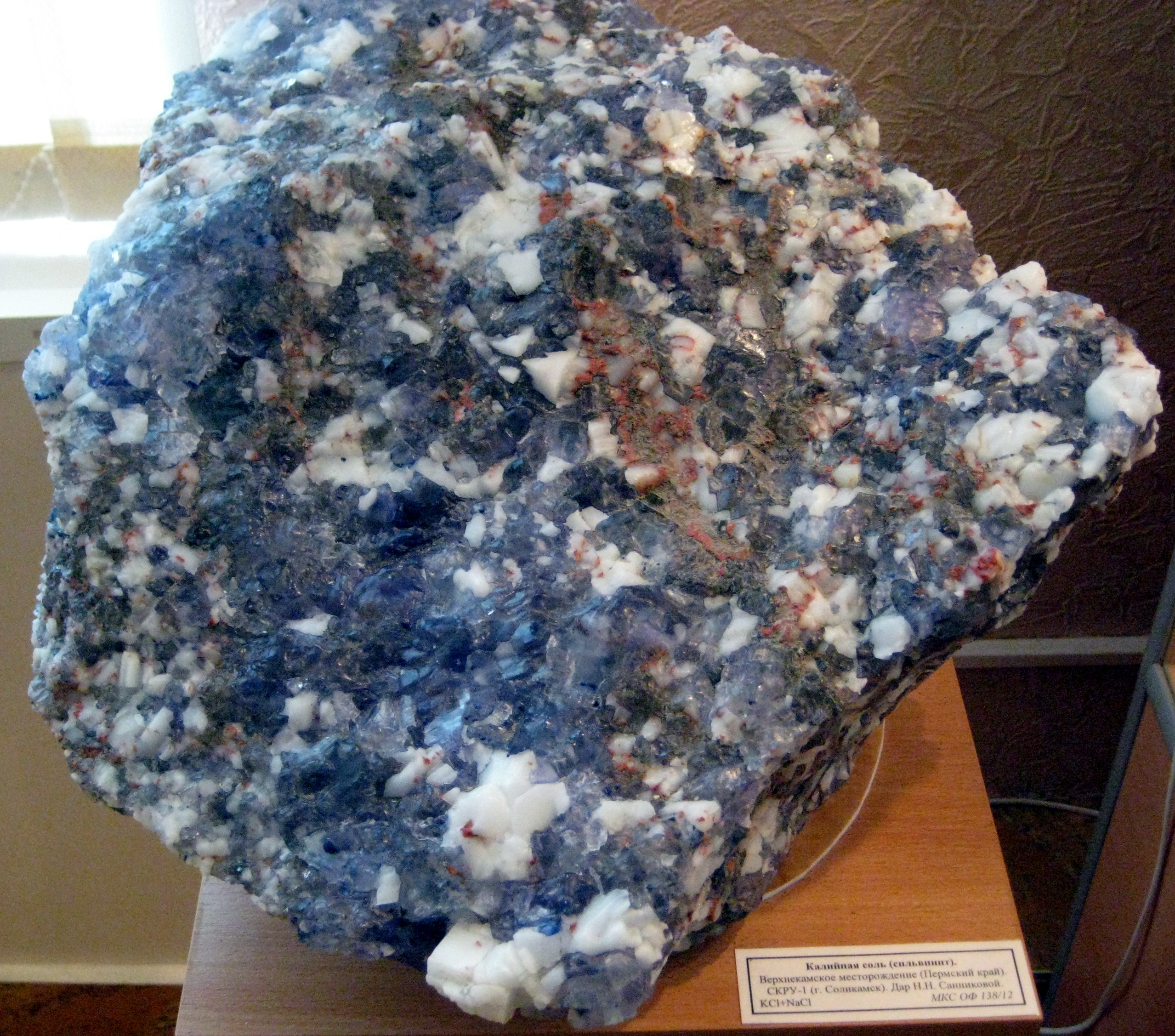
Sylvinite from Perm Krai, Russia

Sylvinit hay Xinvinit là một loại đá trầm tích gồm các hỗn hợp cơ học của khoáng chất Sylvit (KCl, hoặc chloride kali) và halit (NaCl, hoặc natri chloride) chất lượng cao, thích hợp cho các ứng dụng pha trộn.
Synvinit được khai thác ở VQG North Yorkshire Moors và bị nghiền nát, loại bỏ để nó có thể dễ dàng được xử lý và lan truyền. Trong đó, Kali là một chất dinh dưỡng cần thiết cho thực vật và động vật, và trữ lượng trong đất phải được duy trì. Sản phẩm được bán ngoài trang trại chứa hàm lượng potash đáng kể; ví dụ như ngũ cốc và khoai tây có chứa khoảng 6 kg kali (K2O) / tấn trọng lượng tươi. Sự thiếu kali trong đất sẽ làm giảm hiệu quả của các chất dinh dưỡng khác và các quá trình tự nhiên của đất, và sẽ làm tăng nguy cơ mất nitơ.
Natri là cần thiết cho động vật và cho một số cây. Các loại củ cải đường, rau củ cải đường, cà rốt và cần tây đều đáp ứng tốt việc cung cấp natri. Ngoài ra còn có bằng chứng cho thấy natri thêm vào đất sẽ cải thiện hương vị và chất lượng của rau. Chẳng hạn natri thêm vào đồng cỏ làm tăng năng suất của cỏ để cung cấp nguồn thức ăn cho gia súc, và nó cũng giúp đảm bảo rằng các động vật không thiếu natri, bằng cách tự nhiên nâng cao hàm lượng natri trong cỏ. Synvinit cũng chứa các nguyên tố quan trọng như: boron, calci, magnesi và sắt. Trong thực tế Synvinit đáp ứng tất cả các yêu cầu của nông dân ngày nay cho một sản phẩm để tăng năng suất. Đồng thời nó mang lại cho các nhà sản xuất một sản phẩm có tỷ suất lợi nhuận cao.
Synvinit có sẵn với số lượng lớn với kích thước hạt là 0–10 mm. Synvinit là quặng quan trọng nhất cho việc sản xuất potash ở Bắc Mỹ, Nga và Anh. Hầu hết các hoạt động ở Canada hoạt động với tỷ trọng khoảng 31% KCl và 66% NaCl. Các mỏ đá khác nằm ở Bêlarut, Braxin, Pháp, Đức, Kazakhstan, Slovakia và Tây Ban Nha.